# Organisation de la presse africaine
Pour les articles homonymes, voir APO.
L’Organisation de la Presse Africaine (en anglais African Press Organization - APO) est une organisation internationale spécialisée dans la communication liée à l'Afrique (diffusion de communiqués de presse et relations presse). Elle n'est pas un syndicat de journalistes. L'APO ne définit pas son statut sur son site Internet. Selon ses dirigeants, elle est une ONG ; les activités qu'elles proposent sont cependant marchandes.
Basée à Dakar, l’Organisation de la Presse Africaine a des bureaux en Suisse, en Inde et aux Seychelles.
L’entreprise affirme qu'elle administre un fichier presse de « plus de 25 000 contacts », et offre « une gamme complète de services de relations presse, tels que diffusion de communiqués de presse et monitoring, visioconférence de presse, webcasting, médiatisation d’événements internationaux, veille media internationale, conseil stratégique, diplomatie publique, et relations avec les gouvernements ».
La directrice générale de l'Organisation de la Presse Africaine est la franco-guinéenne Eloïne Barry.

## Africa Wire
Africa Wire, un service de diffusion de communiqués de presse en Afrique géré par l'APO, toucherait selon l'entreprise plus de 25 000 contacts au sein des médias, blogueurs et réseaux sociaux, et diffuserait du contenu à travers plus de 50 sites Web africains.

## Services de relations presse liés à l'Afrique
L’Organisation de la Presse Africaine offre des services de relations presse, tels que diffusion de communiqués de presse, visioconférence de presse, webcasting, médiatisation d’événements internationaux, veille media internationale et eReputation.
L’entreprise revendique comme clients : le Groupe de la Banque Africaine de Développement, la Cour pénale internationale, la Commission européenne, le Bureau international du travail, le Programme des Nations unies pour le développement, Rotary International, Ernst & Young, Ecobank ou encore, par exemple, la Banque Arabe de Développement Économique pour l'Afrique.
En juillet 2010, l'organisation annonce déplacer son siège de Lausanne à Dakar. En juillet 2013, l'APO annonce une alliance avec le magazine américain Bloomberg. Le 24 mars 2014, l'APO annonce l'ouverture de nouveaux bureaux à Dubaï pour mieux couvrir la zone Moyen-Orient.

## Comité consultatif international
Le comité Consultatif international de l’Organisation de la Presse Africaine est présidé par l’ancien président du Parlement panafricain, Gertrude Mongella. Il accueille, selon l'APO, des représentants des Nations unies, de la Banque Mondiale, de l'Union Africaine, ainsi que de la fondation Bill et Melinda Gates, de la fondation Google.org, de la Fondation Soros, de la fondation Mo Ibrahim, de la fondation des Nations unies, de ONE (fondée par le leader de U2, Bono), et de haut responsables de médias tels que le directeur général de l'Agence panafricaine d'information (Panapress), le porte-parole de la South African Broadcasting Corporation (SABC), ou encore le président de la Fédération internationale des journalistes (IFJ).